# Gnadenkapelle (Altenburg)

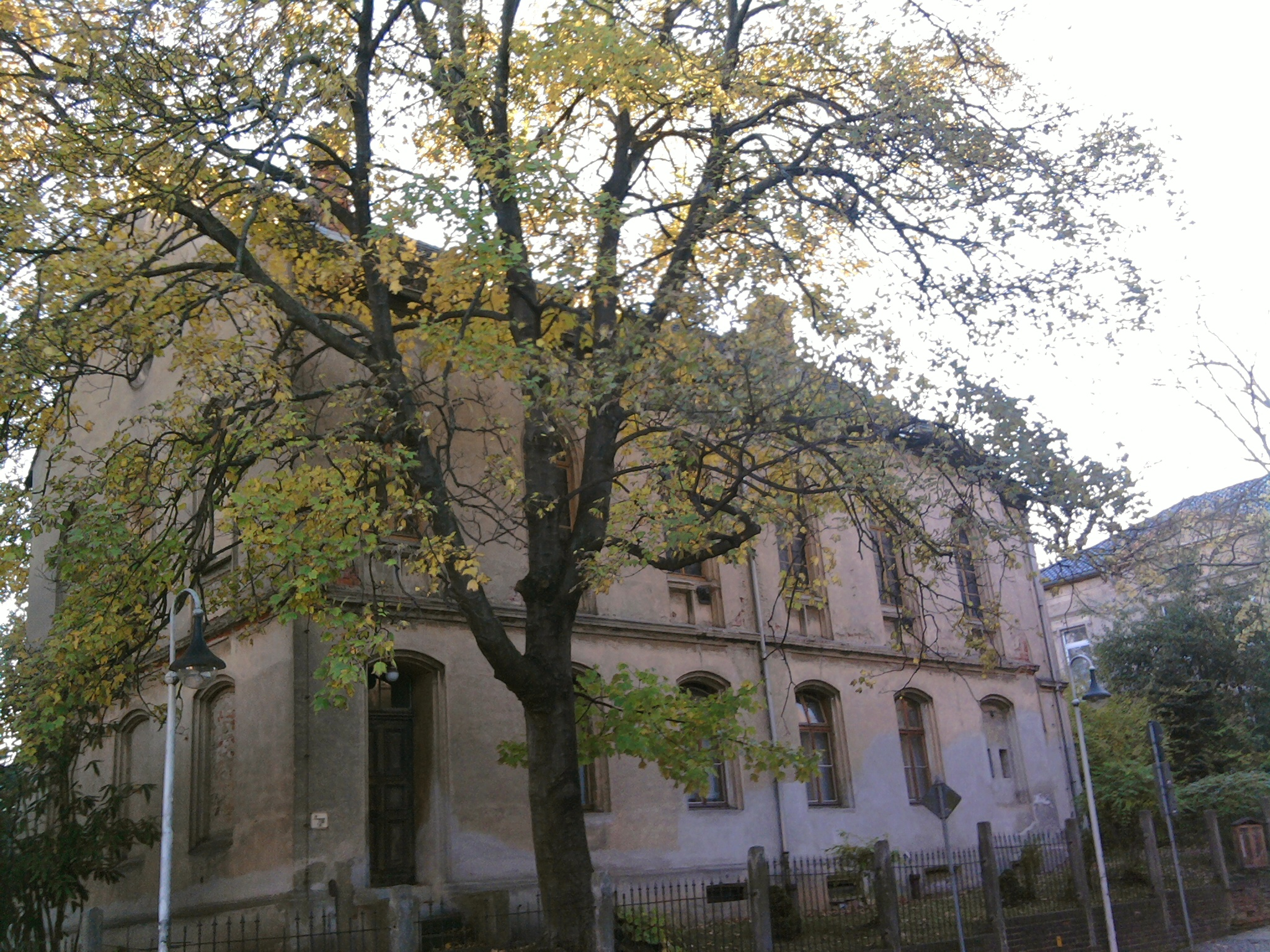
Die Gnadenkapelle

Die denkmalgeschützte Gnadenkapelle steht in der Carl-von-Ossietzky-Straße 13 in der Stadt Altenburg im Landkreis Altenburger Land im Osten Thüringens.

## Geschichte
Von 1868 bis 1869 wurde die Kirche als erste Gottesdienststätte der Altenburger römisch-katholischen Kirchengemeinde nach der Reformation im Stil des Historismus der Gründerzeit gebaut. Im Jahr der Fertigstellung wurde sie am 4. Juli 1869 geweiht auf den Namen Epiphania Domini – Erscheinung des Herrn.
Nach dem Zweiten Weltkrieg war das 120 Sitzplätze fassende Gotteshaus zu klein für die vielen Flüchtlinge. Nachdem 1950 die Kirche Erscheinung des Herrn geweiht worden war, wurde das Haus von der evangelischen Gemeinde genutzt.
Seit 1994 war das Archiv der Evangelisch-Lutherischen Kirchgemeinde Altenburg in der Gnadenkapelle untergebracht. Zwischenzeitlich stand sie zum Verkauf an. 2017 wurde die Gnadenkapelle für rund 38.000 Euro vom Steuerberater und Musiker Enrico Landgraf erworben, um sie zu einem Veranstaltungsort umzubauen.